# Robert Wilhelm Otto
Robert Wilhelm Otto (ur. 11 grudnia 1832 w Gdańsku – zm. 27 lutego 1903 w Gdańsku) – gdański kupiec i bankowiec, austriacki urzędnik konsularny.
Syn Johanna Wilhelma Otto, kupca. Był właścicielem rodzinnej firmy handlowej Otto & Co. (1900-1903), oraz udziałowcem Gdańskiej Akcyjnej Kasy Oszczędnościowej (Danziger Sparkassen-Aktien-Verein) (1869–1903). Pełnił też funkcje – radnego gdańskiego (1876–1882), oraz konsula Austrii (1885-1900).
W domu przy Melzergasse 4 (ob. ul. Słodowników) zgromadził kolekcję dzieł sztuki, m.in. komplety fajansów z Delftu.